# 브란덴부르크 선제후 요한 지기스문트
요한 지기스문트(독일어: Johann Sigismund, 1572년 11월 8일 ~ 1619년 12월 23일)는 호엔촐레른가 출신의 브란덴부르크 변경백국의 선제후이다. 그는 아들 없이 사망한 알브레히트 프리드리히 폰 프로이센 공작의 장녀 안나 폰 프로이센과의 결혼을 통하여 프로이센 공작이 되었다. 그들의 결혼은 브란덴부르크-프로이센의 잠재적 창설에 결과를 가져왔으며, 폴란드의 지도자가 요한 지기스문트를 프로이센을 책임지는 섭정에 임명한 후, 얼마 안되어, 알브레히트 프리드리히 공작은 유능하고 직접적인 남성 상속인 없이 사망하면서 현실화되었다.

## 브란덴부르크 선제후와 프로이센 공작
할레에서 요아힘 프리드리히 폰 브란덴부르크 선제후와 그의 첫 부인 카테리나 폰 브란덴부르크-퀴스트린에게 태어났다.  그는 1608년 브란덴부르크의 후작으로서 자신의 부친을 계승하였다.  1611년 요한 지기스문트는 쾨니히스베르크에서 1616년 11월 16일 폴란드의 국왕 지그문트 3세 바사에게 자신의 봉건적 경의를 준 바르샤바로 여행을 떠났다 (프로이센 공국은 당시 폴란드의 봉읍이었다).  그는 몇년 전에 자신이 정신적으로 혼란스러웠던 알브레히트 프리드리히 폰 프로이센 공작을 대표하여 섭정으로 지냈어도 1618년 공식적으로 프로이센의 공작이 되었다.  그는 자신이 회복하지 못한 것으로부터 1616년 뇌졸중을 앓고 3년 후에 사망하였다.
요한 지기스문트는 1614년 크산텐 조약에서 자신이 클레페, 마르크와 라벤스베르크의 영토들을 받았던 반면에 라이히스호프 카스트로프를 자신의 교사이자 교육인 카를 프리드리히 폰 보르델리우스에게 주었다.

## 종교 정책
요한 지기스문트의 가장 중요한 행동은 폴란드 국왕의 압박으로부터 프로이센 공국에서 가톨릭교도와 개신교도들의 권리들을 일찍이 균등화한 후 루터교에서 칼뱅교로 자신의 개종이었다.  그는 아마 1606년 하이델베르크로 방문 동안 칼뱅주의로 이겼을 것이나 그가 칼뱅교의 의식에 따라 공개적으로 성찬식을 가졌던 1613년 12월 25일까지 아니었다.  하지만 그의 부인 안나 폰 프로이센을 포함한 브란덴부르크에서 자신의 주제들의 대다수는 깊이 루터교에 남아있었다.  선제후와 그의 칼뱅주의 궁정 공직자들은 신성 로마 제국 안에서 "누구의 영역, 그들의 종교"의 규칙에 대하여 제공된 대로 1614년 2월 새로운 믿음으로 인구의 대량의 개종을 위하여 계획을 세웠으며 그의 부인이 루터교를 지원하면서 심각한 항의들이 있었다.  저항은 요한 지기스문트가 물러서 강제적 개종에 전체의 시도들을 포기했던 1615년에 가장 강했다.  대신 그는 그들의 양심에 따라 루터교도 혹은 칼뱅교도 중에 하나가 되는 데 자신의 주제들을 허용하였다.  금후, 브란덴부르크-프로이센은 양성의 국가가 될 것이었다.

## 가족과 자녀
1594년 10월 30일 요한 지기스문트는 알브레히트 프리드리히 폰 프로이센 공작의 딸 안나 폰 프로이센에게 결혼하였다.  그녀는 그의 의붓어미의 언니였다.  그들은 다음과 같은 8명의 자녀를 두었다. -
- 게오르크 빌헬름 폰 브란덴부르크 선제후 (1595년 11월 13일 ~ 1640년 12월 1일).  그의 승계자.

- 안나 조피 폰 브란덴부르크 (1598년 3월 15일 ~ 1659년 12월 19일).  프리드리히 울리히 폰 브라운슈바이크-뤼네부르크 공작에게 결혼.

- 마리아 엘레오노라 폰 브란덴부르크 (1599년 11월 11일 ~ 1655년 3월 28일).  스웨덴의 구스타브 2세 아돌프에게 결혼.  그들은 크리스티나 여왕의 부모였다.

- 카타리나 폰 브란덴부르크 (1602년 5월 28일 ~ 1644년 8월 27일).  처음에 트란실바니아의 왕자 베틀렌 가보르, 두번째로 작센라우엔부르크의 프란츠 카를에게 결혼.

- 요아힘 지기스문트 폰 브란덴부르크 (1603년 7월 25일 ~ 1625년 2월 22일).

- 아그네스 폰 브란덴부르크 (1606년 8월 31일 ~ 1607년 3월 12일).

- 요한 프리드리히 폰 브란덴부르크 (1607년 8월 18일 ~ 1608년 3월 1일).

- 알브레히트 크리스티안 폰 브란덴부르크 (1609년 3월 7일 ~ 14일).